# Bauefre
Bauefre (auch als Baufra, Baefre oder Ra-bau-ef gelesen) ist der Name eines vorgeblichen Sohnes des Königs (Pharao) Cheops während der 4. Dynastie. Er ist weder zeitgenössisch noch archäologisch nachgewiesen, sein Name erscheint in einer Felsinschrift im Wadi Hammamat und im berühmten Westcar-Papyrus als Erzähler einer Wundergeschichte.

## Identität

### Bauefre im Wadi Hammamat
Bauefres Name erscheint bislang nur in zwei Quellen. Im Wadi Hammamat findet sich sein Name in einer Königskartusche zusammen mit den Kartuschennamen Chufu, Djedefre, Chafre, Djedefhor und eben Baufra. Es ist unbekannt, warum Bauefres Name in einer Kartusche erscheint, möglicherweise wurde er im Wadi Hammamat als ein Schutzheiliger verehrt. Dieser Umstand führte in der ägyptologischen Forschungsgeschichte gehäuft zu Wirren, da auch der Name „Djedefhor“ in einer Kartusche erscheint, obwohl von dieser Person bekannt ist, dass er zu Lebzeiten nie den Titel eines „Königs von Ober- und Unterägypten“ trug, sondern nur „Sohn des Königs“, also ein Prinz, war. Donald B. Redford vermutet, dass der Name und die Glorifizierung von Bauefre und Djedefhor auf einem Missverständnis seitens der Ägypter beruht, das bereits gegen Anfang des Neuen Reiches aufgekommen sein könnte, als literarische Meisterwerke wie „Cheops und die Zauberer“ und „Die Prophezeiung des Neferti“ entstanden und den Ahnenkönigen vermeintliche historische Rollen angedichtet wurden: da in der Tat auffallend viele Söhne und Enkel von Cheops auf den Thron kamen, müssen die Ägypter geglaubt haben, dass tatsächlich und ausnahmslos alle Erben regiert hätten. So auch die Prinzen Hordjedef und Bauefre.

### Bauefre im Westcar-Papyrus
Bauefres Name erscheint im Papyrus Westcar als Sohn von Cheops und Erzähler einer Wundergeschichte. Cheops lässt sich, auf der Suche nach einem Heiligtum, von seinen Söhnen Märchen und Anekdoten erzählen, die sich unter Cheops’ Vorgängern Djoser, Nebka und Snofru ereignet haben sollen.
Bauefre erzählt die Geschichte von Cheops’ Vater Snofru, der eines Tages gelangweilt und schwermütig durch seinen Palast schlendert und vergebens nach Zerstreuung sucht. Sein Vorlesepriester Djadjaemanch schlägt ihm vor, eine Ruderpartie auf dem Heiligen See von Dahschur zu unternehmen. Snofru lässt daraufhin zwanzig schöne, nur mit Fischernetzkostümen bekleidete Frauen kommen und rudert mit ihnen gemächlich den See auf und ab. Als der Schlagdame ein Amulett ins Wasser fällt, benutzt Djadjaemanch einen Zauberspruch, um das Wasser des Sees zu teilen und das Amulett sicher zu bergen. Nachdem die Schlagdame ihr Schmuckstück zurückerhalten hat, wird die Ruderfahrt fortgesetzt und Snofru belohnt Djadjaemanch fürstlich.
Nachdem Bauefre seine Erzählung abgeschlossen hat, dankt ihm Cheops und lässt für seinen Vater Snofru Opfer darbringen.

## Mögliche Grabstätte
Die Doppelmastaba G 7310 - 7320 im östlichen Gräberfeld von Gizeh wurde mehrfach Bauefre zugesprochen. Heute wird sie hingegen bevorzugt einem Prinzen namens Babaef I. zugeschrieben.